# Municipio de Dewey (Dakota del Norte)
El municipio de Dewey (en inglés: Dewey Township) es un municipio ubicado en el condado de Walsh en el estado estadounidense de Dakota del Norte. En el año 2010 tenía una población de 38 habitantes y una densidad poblacional de 0,41 personas por km².

## Geografía
El municipio de Dewey se encuentra ubicado en las coordenadas 48°25′13″N 98°15′51″O / 48.42028, -98.26417. Según la Oficina del Censo de los Estados Unidos, el municipio tiene una superficie total de 93.41 km², de la cual 92,23 km² corresponden a tierra firme y (1,26 %) 1,18 km² es agua.

## Demografía
Según el censo de 2010, había 38 personas residiendo en el municipio de Dewey. La densidad de población era de 0,41 hab./km². De los 38 habitantes, el municipio de Dewey estaba compuesto por el 100 % blancos. Del total de la población el 0 % eran hispanos o latinos de cualquier raza.